# Personlig assistans
Personlig assistans är i Sverige en av de nio insatserna för särskilt stöd och service enligt 9 § i lagen (1993:387) om stöd och service till vissa funktionshindrade (LSS) sedan den trädde i kraft den 1 januari 1994. Personen som utför insatsen kallas för personlig assistent. Målet med insatsen är att personen ska kunna "leva som andra" i samhället och ha "goda levnadsvillkor". Beviljandet av assistanstimmarna påverkas inte av personens inkomst eller förmögenhet.
Personlig assistans regleras i 9 § (1993:387), där det sägs att personlig assistans avser ett personligt utformat stöd som ges av ett begränsat antal personer till den som på grund av stora och varaktiga funktionsnedsättningar behöver hjälp med fem så kallade grundläggande behov: personlig hygien, måltider, på- och avklädning, att kommunicera med andra eller annan hjälp som kräver ingående kunskaper om personen med funktionsnedsättning. Personliga assistenter bär oftast inte standardiserade arbetskläder utan använder egna kläder. Samt vid behov engångshandskar och eller ett skyddande förkläde, både med tanke på assistentens och brukarens liv och hälsa. Den assistansberättigade har både ett avgörande inflytande över att välja personlig assistent och eventuell skyddsutrustning.
Om en person bedöms ha mer än 20 timmar grundläggande behov per vecka beviljar Försäkringskassan assistans; i annat fall kan kommunen bevilja assistans. Om en person bedömts ha 20 timmar grundläggande behov per vecka beviljar Försäkringskassan även assistanstid för andra personliga behov. Det kan vara städning, inköp, matlagning, stöd att arbeta, vara förälder, utöva fritidsintressen med mera.[källa behövs]
Personlig assistans genom LSS kan endast erhållas om insatsen beviljats innan den sökande fyllt 65 år, eller om ansökan har inkommit senast dagen innan den sökandes 65-årsdag och därefter beviljas. Antalet assistanstimmar får dock inte utökas sedan den assistansberättigade har fyllt 65 år.
När en person beviljats ett antal assistanstimmar, betalar Försäkringskassan eller kommunen ut en ersättning per assistanstimme. Utifrån den ersättningen kan den assistansberättigade antingen anställa sina personliga assistenter själv och bli så kallad egen arbetsgivare eller köpa assistans av sin hemkommun, ett privat företag eller brukarkooperativ. I augusti 2019 fanns det 981 assistansanordnare (företag/brukarkooperativ) med tillstånd från Inspektionen för vård och omsorg (IVO).[källa behövs]
Antalet assistansberättigade på Försäkringskassan var 14 271 i juli 2019 (en minskning med 1908 personer sedan högsta noteringen på 16 179 i okt 2015).[källa behövs] Antalet med personlig assistans beviljad av en kommun var omkring 5 100 i oktober 2018.[källa behövs]
Många personliga assistenter har anställningsformen visstid så länge uppdraget varar.[källa behövs] Anställningsformen är norm för de som är anställda i privat företag, kooperationer eller ekonomiska och där företaget har kollektivavtal. De som är anställda i en kommun har tillsvidareanställning som norm.